# Resistivitat
La resistivitat d'un material representa la seva capacitat a oposar-se a la circulació del corrent elèctric. Es correspon amb la resistència elèctrica d'un tros de material d'un metre de longitud i d'un metre quadrat de secció, s'expressa en ohms per metre (Ω·m, ohmmetre). La resistivitat permet classificar els materials en conductors, semiconductors i aïllants (a més resistivitat més bon aïllant, o més mal conductor). No hi ha cap aïllador perfecte (ρ=infinit) ni cap conductor perfecte (ρ=0).
La resistivitat dels materials depèn de la temperatura:
- Per als metalls, a temperatura ambient, creix linealment amb la temperatura. Aquest efecte s'utilitza per mesurar la temperatura (sonda Pt 100).
- Per als semiconductors, decreix fortament amb la temperatura, la resistivitat també pot dependre de la quantitat de radiació (llum visible, infraroig, etc.), absorbida pel component.

A pocs kèlvins de temperatura la resistivitat d'alguns materials es fa nul·la, és el fenomen conegut amb el nom de superconductivitat.

## Definicions
La resistivitat es representa habitualment amb la lletra grega rho (ρ), i habitualment es defineix així:
R {\displaystyle ={{\rho }l \over A}}
on
ρ és la resistivitat estàtica (mesurada en ohmmetres - Ωm)
R és la resistència elèctrica d'una mostra uniforme del material (mesurada en ohms - Ω)
l és la longitud de la mostra (mesurada en metres - m)
A és l'àrea de la secció de la mostra (mesurada en metres quadrats - m²)
Com la resistivitat depèn de la temperatura, s'interpola el valor amb el valor tabulat per a una temperatura de 20 °C i un coeficient lineal de variació amb la temperatura:
{\displaystyle \rho (T)=\rho _{0}[1+\alpha (T-T_{0})]}
La resistivitat elèctrica també pot ser definida com:
{\displaystyle \rho ={E \over J}}
on
E és la magnitud del camp elèctric (mesurada en volts per metre - V/m)
J és la magnitud de la densitat del corrent (mesurada en ampers per metre quadrat A/m²)
Finalment, la resistivitat elèctrica es correspon amb el valor invers de la conductivitat elèctrica de material (que es representa per la lletra grega sigma, σ), és a dir:
{\displaystyle \rho ={1 \over \sigma }}.

## Resistivitats comunes

### Metalls
| nom del metall | resistivitat (Ω·m) | coeficient de variació tèrmic (K−1) |
| -------------- | ------------------ | ----------------------------------- |
| Argent         | 15,9 . 10-9        | 0,0038                              |
| Coure          | 16,8 . 10-9        | 0,003862                            |
| Or             | 24,4 . 10-9        | 0,0034                              |
| Alumini        | 28,2 . 10-9        | 0,0039                              |
| Bronze         | 50 . 10-9          |                                     |
| Platí          | 106 . 10-9         | 0,00392                             |
| Ferro          | 100 . 10-9         | 0,005                               |
| Estany         | 109 . 10-9         | 0,0045                              |
| Plom           | 220 . 10-9         | 0,0039                              |

L'argent és clarament el millor conductor de l'electricitat.

### Aïllants
| nom del material  | resistivitat (Ω·m) |
| ----------------- | ------------------ |
| aigua destil·lada | 10⁹                |
| vidre             | 1017               |
| poliestirè        | 1020               |